# Konstantin Aleksandrovich Zubov
Konstantin Aleksandrovich Zubov (tiếng Nga: Константин Александрович Зубов; 20 tháng 9 năm 1888 – 22 tháng 11 năm 1956) là một diễn viên, đạo diễn điện ảnh và sân khấu và nhà sư phạm Liên Xô (sau này là Nga). Ông được phong danh hiệu Nghệ sĩ Nhân dân Liên Xô năm 1949.

## Tác phẩm (chọn lọc)
- 1916 — Nelli Raintseva
- 1917 — Revolutionary
- 1928 — The Lame Gentleman
- 1933 — Marionettes
- 1940 — Yakov Sverdlov